# Jaloo
Jade de Souza Melo (Castanhal, 6 de setembro de 1987), mais conhecida pelo nome artístico Jaloo, é uma cantora, compositora, DJ e produtora musical brasileira. É considerada uma das expoentes da música indie e eletrônica paraense. Após um período de hiato entre 2022 e 2023, a artista retornou às redes sociais afirmando sua identidade não-binária de gênero fluido, passando a utilizar pronomes femininos.

## Carreira
Jaloo começou a carreira em 2010 realizando remixes e mashups especialmente entre artistas internacionais e nacionais, vislumbrando valorizar a música do país ao mesclá-la com sucessos do momento da música estrangeira, por exemplo "Trouble Pretin", que mistura "Pretin" e "Double Boubble Trouble", de Flora Matos e M.I.A.. Seu remix "Oblivion Loló", mistura de "Oblivion" e "Minha Vó Tá Maluca", de Grimes e MC Carol, recebeu elogios da cantora canadense original. Em 2014, lançou o EP Insight, com três músicas originais e um cover de "Oblivion", da Grimes. Em 5 de outubro de 2015, Jaloo lançou "Ah! Dor!", o primeiro single de seu primeiro álbum. "Ahǃ Dorǃ" ganhou videoclipe e foi postado no YouTube.
Em 23 de outubro de 2015, lançou seu álbum completo, chamado #1. O álbum conta com 12 músicas e tem elementos de indietronica, tecnobrega e indie pop, junto com batidas bem brasileiras. Em janeiro de 2016, "A Cidade" ganhou clipe ao vivo, servindo como o segundo single de #1. Em março de 2016, a cantora lançou o terceiro single do #1, "Last Dance", canção que tem um videoclipe dirigido e roteirizado por ele mesmo, relacionado com a capa do seu álbum. Em abril de 2016, lançou o EP Ah! Dor!, com um remix feito pelo Boss in Drama.
Em 25 de março de 2017, foi a primeira atração a se apresentar no Palco Axé do festival Lollapalooza Brasil 2017. Em 31 de dezembro de 2017, lançou o último single do disco, "Pa Parará", postado em seu canal oficial no Youtube. Em 15 de março de 2018, lança sua nova música, "Say Goodbye", em parceria com BADSISTA, em todas as plataformas, incluindo vídeo oficial em seu canal no Youtube. Em 31 de maio de 2018, interpretou uma drag queen em seu primeiro filme, Paraíso Perdido, ao lado de Júlio Andrade, Erasmo Carlos, Humberto Carrão e Marjorie Estiano. Em 3 de agosto de 2018, lança seu segundo single do disco ft, "Céu Azul" em parceria com MC Tha, juntamente com o clipe, postado em seu canal no Youtube. Em 7 de dezembro de 2018, Jaloo lança seu terceiro single do álbum, "Cira, Regina e Nana" em parceria com Lucas Santtana, junto de um clipe, postado também em seu canal no YouTube, e temporariamente exclusivo no serviço de streaming de música Tidal.
Em 2019 se apresentou no Rock in Rio, junto com nomes notórios da música do Pará, como Gaby Amarantos, Fafá de Belém, Dona Onete, Manoel Cordeiro e Lucas Estrela, compondo o espetáculo "Pará Pop".
Em 2021 Jaloo assinou a direção e produção musical do Purakê; o segundo álbum da cantora Gaby Amarantos.
Em 2020, Jaloo iniciou sua colaboração com a banda Strobo no projeto musical Os Amantes. A primeira amostra dessa colaboração foi o lançamento do single "Ninguém".
Seu disco MAU foi escolhido pela Associação Paulista de Críticos de Arte como um dos 50 melhores álbuns nacionais de 2023.

## Discografia

### Álbuns
| Álbum        | Detalhes                                                                                         |
| ------------ | ------------------------------------------------------------------------------------------------ |
| #1           | - Lançamento: 23 de outubro de 2015 - Formatos: CD, LP, download digital - Gravadora: Skol Music |
| ft. (part.1) | - Lançamento: 6 de setembro de 2019 - Formatos: CD, download digital - Gravadora: Elemess        |
| MAU          | - Lançamento: 25 de outubro de 2023 - Formatos: download digital - Gravadora: Elemess            |

### Extended plays(EPs)
| Álbum          | Detalhes                                                                                    |
| -------------- | ------------------------------------------------------------------------------------------- |
| Female & Brega | - Lançamento: 23 de outubro de 2012 - Formatos: Download digital - Gravadora: Independente  |
| Couve          | - Lançamento: 26 de novembro de 2014 - Formatos: Download digital - Gravadora: Independente |
| Insight        | - Lançamento: 26 de novembro de 2014 - Formatos: Download digital - Gravadora: Skol Music   |

### Singles
Como artista principal
| Título                                       | Ano  | Álbum                         |
| -------------------------------------------- | ---- | ----------------------------- |
| "Baby"                                       | 2013 | Couve                         |
| "Bai Bai"                                    | 2013 | Não adicionado à nenhum álbum |
| "Downtown"                                   | 2014 | Insight                       |
| "Insight"                                    | 2014 | Insight                       |
| "Ah! Dor!"                                   | 2015 | #1                            |
| "Last Dance"                                 | 2016 | #1                            |
| "A Cidade"                                   | 2016 | #1                            |
| "Chuva"                                      | 2016 | #1                            |
| "Say Goodbye" (part. BadSista)               | 2018 | Ft.                           |
| "Céu Azul" (part. MC Tha)                    | 2018 | Ft.                           |
| "Cira, Regina e Nana" (part. Lucas Santtana) | 2018 | Ft.                           |
| "Dói D+" (part. Nave)                        | 2019 | Ft.                           |
| "Q.S.A" (part. Gaby Amarantos)               | 2019 | Ft.                           |
| "Mau"                                        | 2023 | MAU                           |
| "Quero te ver gozar"                         | 2023 | MAU                           |

Como artista convidada
| Título                                            | Ano  | Álbum                         |
| ------------------------------------------------- | ---- | ----------------------------- |
| "Prostituto" (Deize Tigrona part. Jaloo)          | 2013 | Não adicionado à nenhum álbum |
| "Chega" (Duda Beat part. Mateus Carrilho e Jaloo) | 2019 | Não adicionado à nenhum álbum |
| "Banquete" (Davi Sabbag part. Jaloo & 1993agosto) | 2019 | Não adicionado à nenhum álbum |
| "Tchau" (Gaby Amarantos part. Jaloo)              | 2021 | Purakê                        |

### Outras aparições
| Título                    | Ano  | Outro(s) artista(s)      | Álbum                         |
| ------------------------- | ---- | ------------------------ | ----------------------------- |
| "Malako"                  | 2013 | Jaloo & Viní             | Favela 3000                   |
| "Onda"                    | 2019 | Mc Tha e Felipe Cordeiro | Rito de Passá                 |
| "Calma"                   | 2020 | Sebastianismos & Jaloo   | Calma                         |
| "Catastrópicos!"          | 2020 | Jaloo & Bemti            | Catastrópicos!                |
| "Lovezinho (Jaloo Remix)" | 2020 | Pabllo Vittar Jaloo      | 111 deluxe[carece de fontes?] |
| "Batismo"                 | 2021 | Os Amantes               | Batismo                       |
| "Linda"                   | 2021 | Os Amantes               | Batismo                       |
| "BYE!"                    | 2021 | Os Amantes               | Batismo                       |
| "Cotijuba"                | 2021 | Os Amantes               | Batismo                       |

## Filmografia

### Cinema
| Ano  | Título          | Personagem |
| ---- | --------------- | ---------- |
| 2018 | Paraíso Perdido | Ímã        |

## Turnês
- Turnê Insight (2014–15)
- Jaloo Ao Vivo (2016–18)
- Turnê Mestiço (2018–presente)